# 昌平路 (上海)
昌平路是中华人民共和国上海市静安区的一条街道，东西走向。道路西起靠近康定路，穿过静安区腹地的居民区，东至苏州河边的西苏州路。
上海“11·15”特别重大火灾发生在距离此路不远处。
上海轨道交通七号线在道路与常德路交叉路口设有昌平路站。

## 周边建筑物
- 静安区工人体育场

## 主要交汇道路（由西向东）
- 延平路
- 胶州路
- 常德路
- 西康路
- 陕西北路
- 江宁路
- 昌化路